# بشير نافع (مؤرخ)
بشير موسى محمد نافع هو مؤرخٌ وسياسيٌّ فلسطينيّ ولد في التاسع من أكتوبر عام 1952 في رفح (التي كانت تحت الإدارة المصريّة آنذاك)، ويحملُ الجنسيّتين المصريّة والأيرلنديّة (حازها عام 1994 نظراً لكون زوجته مواطنةً أيرلنديّة).
درَّس بشير التاريخ الإسلامي في الكليَّة الإسلاميَّة وكلية بيركبك في جامعة لندن، ويكتبُ بانتظام في موقع ميدل إيست آي وفي صحيفة القدس العربي اللندنيّة، كما أنَّه باحثٌ أوّلٌ في مركز الجزيرة للدراسات. ساهم بشير في تأليف العديد من الأعمال باللّغتين العربيّة والإنجليزيّة حول تاريخ القومية العربية، والقضية الفلسطينية، والحركات الإسلاميّة المُعاصرة، وتاريخ الفكر الإسلامي. وهو مُقيمٌ حاليَّاً في المملكة المتحدة.